# Pogača

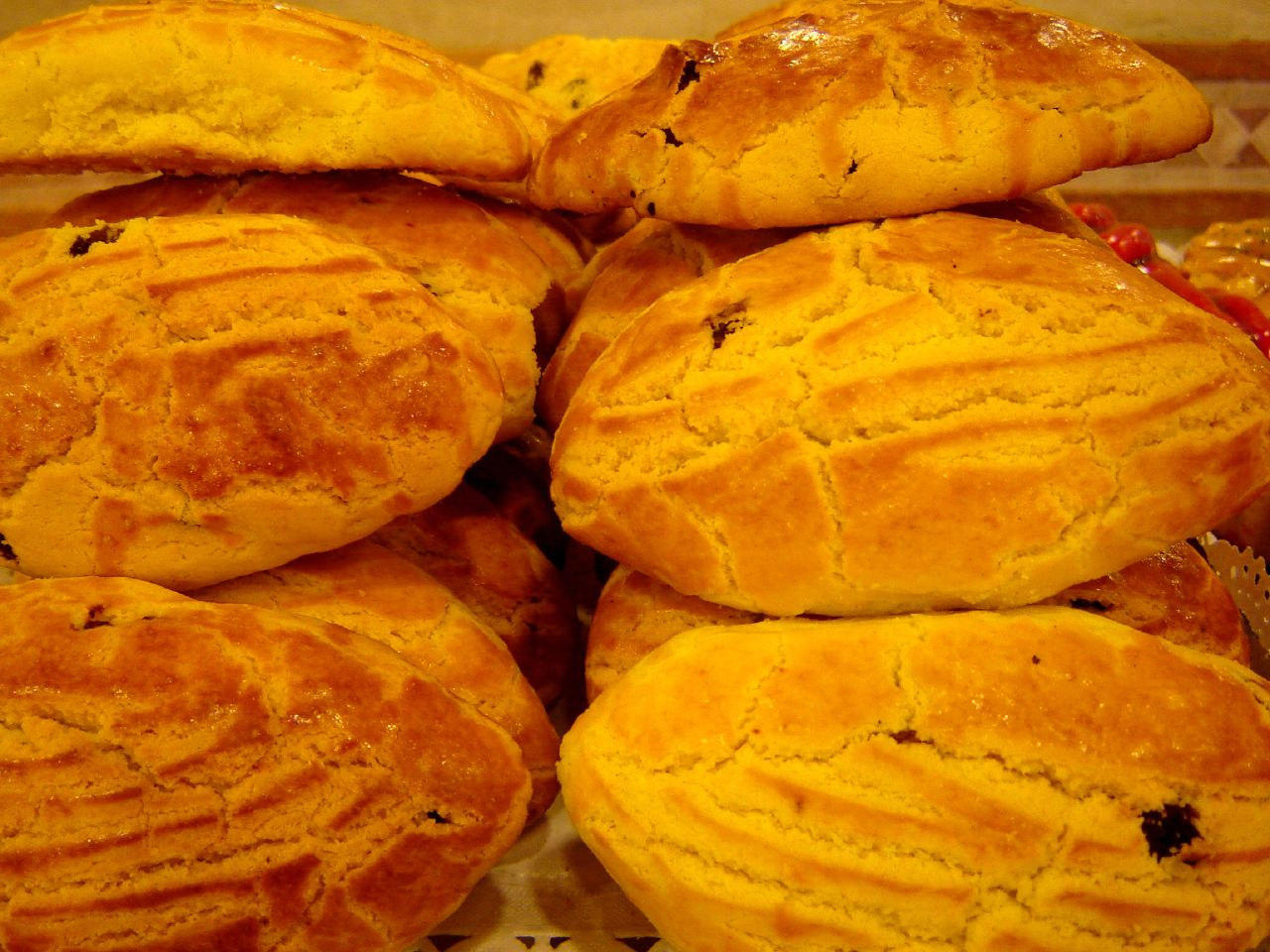
Pogača

Pogača (Cyrillisch: Погача) is een soort brood dat wordt gegeten in Bosnië en Herzegovina, Bulgarije, Kroatië, Slovenië, Noord-Macedonië, Roemenië, Servië, Albanië, Kosovo (Albanees: Bukë Pogaçe), Montenegro, Hongarije en Turkije (waar het poğaça heet) met variaties.  Het heet pogácsa in Hongarije en pogatschen in Oostenrijk. Een meer plat brood, met dezelfde oorsprong in de vorm van zijn naam is genoemd focaccia in Italië, fougasse in Frankrijk, en hogaza in Spanje.
De oorsprong van het woord is terug te voeren naar het oude Rome, waar panis focacius brood werd gebakken in de as van de haard.
Pogača wordt soms warm geserveerd als voorgerecht. Warme pogača gevuld met zure room (kajmak) is een bijzonder smakelijke specialiteit.